# Satz von Borel-Weil
In der Mathematik gibt der Satz von Borel-Weil eine geometrische Beschreibung der Darstellungen von Lie-Gruppen. Er ist ein Spezialfall des allgemeineren Satzes von Borel-Weil-Bott, der alle irreduziblen Darstellungen beschreibt.
Der Satz beschreibt die Darstellungen höchsten Gewichts halbeinfacher Lie-Gruppen, d. h., er gibt eine explizite Konstruktion der durch den Satz vom höchsten Gewicht gegebenen Darstellungen.

## Konstruktion
Sei {\displaystyle G} eine halbeinfache Lie-Gruppe, {\displaystyle B\subset G} eine Borel-Untergruppe und {\displaystyle G/B} die Fahnenvarietät.
Zu einer 1-dimensionalen Darstellung {\displaystyle \lambda \colon B\to \mathbb {C} ^{*}} hat man ein Linienbündel {\displaystyle L_{\lambda }} über {\displaystyle G/B} definiert durch
{\displaystyle G\times \mathbb {C} /\sim }
{\displaystyle (g,z)\sim (gb,\rho (b^{-1})z)\ \quad \forall b\in B}
Die Wirkung von {\displaystyle G} auf {\displaystyle \Gamma (L_{\lambda })}, den holomorphe Schnitten dieses Linienbündels, definiert durch
{\displaystyle (g_{1}\cdot s)(g_{2}B)=s(g_{1}^{-1}g_{2}B)\ \quad \forall s\in \Gamma (L_{\lambda }),g_{1},g_{2}\in G}
eine Darstellung von {\displaystyle G}.

## Satz von Borel-Weil
Sei {\displaystyle G} eine halbeinfache Lie-Gruppe, {\displaystyle B\subset G} eine Borel-Untergruppe und {\displaystyle B=TU} ihre Zerlegung als Produkt ihres maximalen Torus und ihres unipotenten Radikals.
Wenn die Einschränkung von {\displaystyle \lambda } auf {\displaystyle T} ein dominantes integrales Element ist, dann ist {\displaystyle \Gamma (L_{\lambda })} diejenige Darstellung von {\displaystyle G}, deren höchstes Gewicht die Einschränkung von {\displaystyle \lambda } auf {\displaystyle T} ist.
Andernfalls ist {\displaystyle \Gamma (L_{\lambda })=0}.

## Beispiel: Darstellungen der SL(2,C)
Für {\displaystyle G=SL(2,C)} können wir als Borel-Gruppe {\displaystyle B} die Untergruppe der oberen Dreiecksmatrizen wählen. Jede 1-dimensionale Darstellung ist von der Form
{\displaystyle \rho _{n}\left({\begin{array}{cc}a&b\\0&{\frac {1}{a}}\end{array}}\right)=a^{n}}
für eine ganze Zahl {\displaystyle n}.
Die Fahnenvarietät ist {\displaystyle G/B=\mathbb {C} P^{1}} mit homogenen Koordinaten {\displaystyle X,Y} und die Schnitte des Linienbündels zur Darstellung {\displaystyle \rho _{n}} entsprechen den homogenen Polynomen vom Grad {\displaystyle n} in den Koordinaten {\displaystyle X,Y}. Diese bilden einen (n+1)-dimensionalen Vektorraum mit Basis {\displaystyle X^{n},X^{n-1}Y,X^{n-2}Y^{2},\ldots ,Y^{n}}. Man erhält also eine Darstellung der Dimension {\displaystyle n+1} und wiederentdeckt den bekannten Satz, dass es zu jeder Dimension eine eindeutige irreduzible Darstellung von {\displaystyle SL(2,\mathbb {C} )} gibt.